# 라지푸트
라지푸트(힌디어: राजपूत, 산스크리트어로 "왕의 아들"이라는 뜻의 라자푸트라에서 유래함)는 타쿠르라고도 불리며, 인도 아대륙에서 유래한 혈통적 혈통의 사회적 지위와 이념을 공유하는 카스트, 친족, 지역 집단으로 구성된 대규모의 다중 구성 집단이다. 라지푸트라는 용어는 역사적으로 전사와 관련된 다양한 부계 씨족을 포함하며, 여러 씨족이 라지푸트 지위를 주장하지만 모든 주장이 보편적으로 받아들여지는 것은 아니다. 현대 학자들에 따르면 거의 모든 라지푸트 씨족은 농민 또는 목축 공동체에서 유래했다고 한다.
시간이 지나면서 라지푸트는 다양한 인종적, 지리적 배경을 가진 사람들로 구성된 사회 계층으로 부상했다. 12세기부터 16세기까지 라지푸트 계급의 구성원은 대부분 세습되었지만, 이후에도 라지푸트 지위에 대한 새로운 주장이 계속 제기되었다. 라지푸트가 통치하는 여러 왕국은 7세기부터 인도 중부와 북부의 많은 지역에서 중요한 역할을 했다.
라지푸트 인구와 옛 라지푸트 국가들은 북인도, 서인도, 중인도, 동인도와 파키스탄 남부와 동부에서 발견된다. 이러한 지역에는 라자스탄주, 델리, 하리아나주, 구자라트주, 펀자브, 우타르프라데시주, 히마찰프라데시주, 잠무 카슈미르, 아자드 카슈미르, 마하라슈트라주, 자르칸드주, 우타라칸드주, 비하르주, 마디아프라데시주 및 신드주 등이 포함되어 있다.

## 라지푸트 시대
라지푸트 시대는 7세기 중엽부터 12세기에 이르는 북인도의 분열 시대를 말한다. 이 시대에 북인도에는 라지푸트족이 세운 중소 왕국이 분립하여 싸움을 반복하고 있었다. 라지푸트 여러 왕국 가운데에는 카나우지에 근거한 프라티하라 왕조가 유명하다. 또한 이 시대에 벵골에서 일어나 갠지스강 중류 일대를 지배했던 팔라 왕조 아래서 밀교적(密敎的)인 불교문화가 번영하여 독특한 팔라 미술작품을 남겼다.